# Saturation
Saturation è il primo album del gruppo hip hop statunitense Brockhampton, pubblicato il 9 giugno 2017, ed è il primo album della trilogia Saturation, che comprende anche i seguiti Saturation II e Saturation III , pubblicati rispettivamente il 25 agosto e il 15 dicembre dello stesso anno. 
| Recensione | Giudizio |
| ---------- | -------- |
| Pitchfork  | [ 2 ]    |

## Tracce
1. Heat – 4:32 – Romil Hemnani
2. Gold – 4:26 – Q3 (Jabari Manwa, Kiko Merley)
3. Star – 2:41 – Manwa
4. Boys – 4:38 – Manwa, Hemnani (prod. agg.)
5. 2Pac – 1:02 – Kiko Merley
6. Skit 1 – 0:19 – Hemnani
7. Fake – 4:36 – Q3
8. Bank – 3:16 – Manwa, Hemnani (prod. agg.)
9. Skit 2 – 0:16 – Hemnani
10. Trip – 3:23 – Hemnani, Kiko Merley (prod. agg.)
11. Swim – 3:33 – Hemnani, Q3 (prod. agg.)
12. Bump – 2:38 – Hemnani
13. Cash – 3:15 – Hemnani, Manwa (prod. agg.)
14. Skit 3 – 0:39 – Hemnani
15. Milk – 4:55 – Hemnani, Q3 (prod. agg.)
16. Face – 4:19 – Kiko Merley
17. Waste – 2:34 – Bearface, Rome Gomez (prod. agg.)